# 恵みの雨
『恵みの雨』（めぐみのあめ）は、チベット族中国人女性歌手、alanの日本における7thシングル。

## 解説
- 2008年11月12日にavex traxよりリリース。DVD付き版あり。
- 恋愛をテーマにメイン曲とカップリング曲共に古内東子に作詞を依頼しているのが特徴的。
- 「地球を創る5大要素」をテーマされた5ヶ月連続シングルリリースの最終章であり、本作のテーマは「水」である。
- 本シングルのリリース記念イベントを1週間連日行うことを発表した。

## 収録曲

### CD
1. 恵みの雨
作詞：古内東子　作曲：菊池一仁　編曲：中野雄太
2. 涙
作詞：古内東子　作曲：菊池一仁　編曲：中野雄太、SHiNTA
3. 恵みの雨 (Instrumental)
4. 涙 (Instrumental)

### DVD
1. 恵みの雨 (Music Clip)
2. Bonus Movie